# Collegio di Meriden
Meriden è stato un collegio elettorale inglese situato nelle Midlands Occidentali, rappresentato alla Camera dei comuni del Parlamento del Regno Unito. Eleggeva un membro del parlamento con il sistema first-past-the-post, ossia maggioritario a turno unico; il collegio è stato abolito in occasione della revisione periodica del 2024.

## Estensione
- 1955-1974: i distretti rurali di Atherstone, Meriden e Tamworth.
- 1974-1983: i distretti rurali di Atherstone e Meriden.
- 1983-2010: i ward del borgo metropolitano di Solihull di Bickenhill, Castle Bromwich, Chelmsley Wood, Fordbridge, Kingshurst, Knowle, Meriden, Packwood e Smith's Wood.
- 2010-2024: i ward del borgo metropolitano di Solihull di Bickenhill, Blythe, Castle Bromwich, Chelmsley Wood, Dorridge and Hockley Heath, Kingshurst and Fordbridge, Knowle, Meriden e Smith's Wood.

## Membri del parlamento
| Elezione | Elezione         | Deputato            | Partito          |
| -------- | ---------------- | ------------------- | ---------------- |
|          | 1955             | Reg Moss            | Laburista        |
|          | 1959             | Gordon Matthews     | Conservatore     |
|          | 1964             | Christopher Rowland | Laburista        |
|          | 1968 (S)         | Keith Speed         | Conservatore     |
|          | Feb 1974         | John Tomlinson      | Laburista        |
|          | 1979             | Iain Mills          | Conservatore     |
| 1997     | Caroline Spelman |                     | Conservatore     |
| 2019     | Saqib Bhatti     |                     | Conservatore     |
|          | 2024             | Collegio abolito    | Collegio abolito |

## Elezioni

### Elezioni negli anni 2010
| Partito                    | Partito                                   | Candidato                  | Risultati 12 dicembre 2019 | Risultati 12 dicembre 2019 |
| Partito                    | Partito                                   | Candidato                  | Voti                       | %                          |
| -------------------------- | ----------------------------------------- | -------------------------- | -------------------------- | -------------------------- |
|                            | Conservatore                              | Saqib Bhatti               | 34 358                     | 63,44                      |
|                            | Laburista                                 | Teresa Beddis              | 11 522                     | 21,27                      |
|                            | Lib Dem                                   | Laura McCarthy             | 5 614                      | 10,37                      |
|                            | Verdi                                     | Stephen Caudwell           | 2 667                      | 4,92                       |
|                            |                                           |                            |                            |                            |
| Iscritti                   | Iscritti                                  | Iscritti                   | 85 368                     | 100,00                     |
| ↳ Votanti (% su iscritti)  | ↳ Votanti (% su iscritti)                 | ↳ Votanti (% su iscritti)  | 54 161                     | 63,44                      |
| ↳ Astenuti (% su iscritti) | ↳ Astenuti (% su iscritti)                | ↳ Astenuti (% su iscritti) | 31 207                     | 36,56                      |
|                            |                                           |                            |                            |                            |
|                            | Esito: collegio confermato a Conservatore |                            |                            |                            |

| Partito                    | Partito                                   | Candidato                  | Risultati 8 giugno 2017 | Risultati 8 giugno 2017 |
| Partito                    | Partito                                   | Candidato                  | Voti                    | %                       |
| -------------------------- | ----------------------------------------- | -------------------------- | ----------------------- | ----------------------- |
|                            | Conservatore                              | Caroline Spelman           | 33 873                  | 61,99                   |
|                            | Laburista                                 | Tom McNeil                 | 14 675                  | 26,86                   |
|                            | Lib Dem                                   | Antony Rogers              | 2 663                   | 4,87                    |
|                            | UKIP                                      | Les Kaye                   | 2 016                   | 3,69                    |
|                            | Verdi                                     | Alison Gavin               | 1 416                   | 2,59                    |
|                            |                                           |                            |                         |                         |
| Iscritti                   | Iscritti                                  | Iscritti                   | 80 832                  | 100,00                  |
| ↳ Votanti (% su iscritti)  | ↳ Votanti (% su iscritti)                 | ↳ Votanti (% su iscritti)  | 54 643                  | 67,60                   |
| ↳ Astenuti (% su iscritti) | ↳ Astenuti (% su iscritti)                | ↳ Astenuti (% su iscritti) | 26 189                  | 32,40                   |
|                            |                                           |                            |                         |                         |
|                            | Esito: collegio confermato a Conservatore |                            |                         |                         |

| Partito                    | Partito                                   | Candidato                  | Risultati 7 maggio 2015 | Risultati 7 maggio 2015 |
| Partito                    | Partito                                   | Candidato                  | Voti                    | %                       |
| -------------------------- | ----------------------------------------- | -------------------------- | ----------------------- | ----------------------- |
|                            | Conservatore                              | Caroline Spelman           | 28 791                  | 54,73                   |
|                            | Laburista                                 | Tom McNeil                 | 9 996                   | 19,00                   |
|                            | UKIP                                      | Mick Gee                   | 8 908                   | 16,93                   |
|                            | Lib Dem                                   | Ade Adeyemo                | 2 638                   | 5,01                    |
|                            | Verdi                                     | Alison Gavin               | 2 170                   | 4,13                    |
|                            | Independence from Europe                  | Chris Booth                | 100                     | 0,19                    |
|                            |                                           |                            |                         |                         |
| Iscritti                   | Iscritti                                  | Iscritti                   | 81 052                  | 100,00                  |
| ↳ Votanti (% su iscritti)  | ↳ Votanti (% su iscritti)                 | ↳ Votanti (% su iscritti)  | 52 603                  | 64,90                   |
| ↳ Astenuti (% su iscritti) | ↳ Astenuti (% su iscritti)                | ↳ Astenuti (% su iscritti) | 28 449                  | 35,10                   |
|                            |                                           |                            |                         |                         |
|                            | Esito: collegio confermato a Conservatore |                            |                         |                         |

| Partito                    | Partito                                     | Candidato                  | Risultati 6 maggio 2010 | Risultati 6 maggio 2010 |
| Partito                    | Partito                                     | Candidato                  | Voti                    | %                       |
| -------------------------- | ------------------------------------------- | -------------------------- | ----------------------- | ----------------------- |
|                            | Conservatore                                | Caroline Spelman           | 26 956                  | 51,68                   |
|                            | Laburista                                   | Ed Williams                | 10 703                  | 20,52                   |
|                            | Lib Dem                                     | Simon Slater               | 9 278                   | 17,79                   |
|                            | BNP                                         | Frank O'Brien              | 2 511                   | 4,81                    |
|                            | UKIP                                        | Barry Allcock              | 1 378                   | 2,64                    |
|                            | Verdi                                       | Elly Stanton               | 678                     | 1,30                    |
|                            | Solihull and Meriden Residents' Association | Nikki Sinclaire            | 658                     | 1,26                    |
|                            |                                             |                            |                         |                         |
| Iscritti                   | Iscritti                                    | Iscritti                   | 82 404                  | 100,00                  |
| ↳ Votanti (% su iscritti)  | ↳ Votanti (% su iscritti)                   | ↳ Votanti (% su iscritti)  | 52 162                  | 63,30                   |
| ↳ Astenuti (% su iscritti) | ↳ Astenuti (% su iscritti)                  | ↳ Astenuti (% su iscritti) | 30 242                  | 36,70                   |
|                            |                                             |                            |                         |                         |
|                            | Esito: collegio confermato a Conservatore   |                            |                         |                         |

### Elezioni negli anni 2000
| Partito                    | Partito                                   | Candidato                  | Risultati 5 maggio 2005 | Risultati 5 maggio 2005 |
| Partito                    | Partito                                   | Candidato                  | Voti                    | %                       |
| -------------------------- | ----------------------------------------- | -------------------------- | ----------------------- | ----------------------- |
|                            | Conservatore                              | Caroline Spelman           | 22 416                  | 48,20                   |
|                            | Laburista                                 | Jim Brown                  | 15 407                  | 33,13                   |
|                            | Lib Dem                                   | William Laitinen           | 7 113                   | 15,30                   |
|                            | UKIP                                      | Denis Brookes              | 1 567                   | 3,37                    |
|                            |                                           |                            |                         |                         |
| Iscritti                   | Iscritti                                  | Iscritti                   | 77 376                  | 100,00                  |
| ↳ Votanti (% su iscritti)  | ↳ Votanti (% su iscritti)                 | ↳ Votanti (% su iscritti)  | 46 503                  | 60,10                   |
| ↳ Astenuti (% su iscritti) | ↳ Astenuti (% su iscritti)                | ↳ Astenuti (% su iscritti) | 30 873                  | 39,90                   |
|                            |                                           |                            |                         |                         |
|                            | Esito: collegio confermato a Conservatore |                            |                         |                         |

| Partito                    | Partito                                   | Candidato                  | Risultati 7 giugno 2001 | Risultati 7 giugno 2001 |
| Partito                    | Partito                                   | Candidato                  | Voti                    | %                       |
| -------------------------- | ----------------------------------------- | -------------------------- | ----------------------- | ----------------------- |
|                            | Conservatore                              | Caroline Spelman           | 21 246                  | 47,68                   |
|                            | Laburista                                 | Christine Shawcroft        | 17 462                  | 39,19                   |
|                            | Lib Dem                                   | Nigel Hicks                | 4 941                   | 11,09                   |
|                            | UKIP                                      | Richard Adams              | 910                     | 2,04                    |
|                            |                                           |                            |                         |                         |
| Iscritti                   | Iscritti                                  | Iscritti                   | 73 773                  | 100,00                  |
| ↳ Votanti (% su iscritti)  | ↳ Votanti (% su iscritti)                 | ↳ Votanti (% su iscritti)  | 44 559                  | 60,40                   |
| ↳ Astenuti (% su iscritti) | ↳ Astenuti (% su iscritti)                | ↳ Astenuti (% su iscritti) | 29 214                  | 39,60                   |
|                            |                                           |                            |                         |                         |
|                            | Esito: collegio confermato a Conservatore |                            |                         |                         |

## Risultati dei referendum

### Referendum sulla permanenza del Regno Unito nell'Unione europea del 2016
|             | Collegio | Lasciare UE % | Rimanere in UE % |
| ----------- | -------- | ------------- | ---------------- |
|             | Meriden  | 58,0%         | 42,0%            |
| Inghilterra | 53,3%    | 46,7%         |                  |
| Regno Unito | 51,9%    | 48,1%         |                  |